# Cahit Özkan
Cahit Özkan (Denizli, Turquía, 25 de diciembre de 1976) es un político y abogado turco.

## Biografía
Completó su educación universitaria en la Facultad de Derecho de la Universidad de Estambul y estudió inglés jurídico en Londres. Completó su maestría en Derecho Privado en la Universidad de Kocaeli, y otra en Derechos Humanos en la Universidad Bilgi de Estambul.
Se desempeñó en muchas organizaciones no gubernamentales, ostentando cargos como Vicepresidente de la Asociación Internacional de Abogados, Secretario General de la Asociación de Abogados Constitucionales, Presidente del Centro de Derecho Internacional, Presidente de la Junta Ejecutiva de la Plataforma del Estado de Derecho y presidente del Colegio de Abogados de Estambul.
También trabajó como abogado y enseñó Derecho de los Derechos Humanos en la Academia de Policía General de Ankara.
Miembro de la Junta del Distrito de Şişli del Partido de la Justicia y el Desarrollo, después de haber sido candidato a diputado por Denizli en las elecciones generales de 2007 y 2011, fue elegido diputado de Denizli para la XXVI legislatura, en las elecciones celebradas el 1 de noviembre de 2015. Así mismo, es miembro del Comité Central del Partido y Miembro de la Junta Nacional desde 2017.
Habla inglés y árabe. Está casado y tiene 3 hijos.